# Moslemliga der Westprovinz
Die Moslemliga der Westprovinz war eine islamisch geprägte politische Partei in der größtenteils von Bedscha bewohnten Westprovinz Eritreas.
Die Partei wurde von Ali Mussa Radai gegründet, einem ehemaligen Leibeigenen, der später Präsident der Nationalversammlung Eritreas wurde.

## Gründung
Die Moslemliga der Westprovinz wurde gegründet nach einer Abspaltung von der Moslemliga im Jahr 1949. Sie konnte die Hälfte der Mitgliederschaft der Moslemliga vor der Spaltung übernehmen.
Die Spaltung wurde durch Intrigen von Seiten der britischen Militäradministration ausgelöst, welche die muslimischen Führer davon überzeugen konnte, dass der Vorsitzende der Moslemliga Ibrahim Sultan Ali ein italienischer Agent sei, welche die ehemalige Kolonie Eritrea wiederherstellen wolle. Auch spielten soziale und politische Gegensätze unter den Muslimen Eritreas eine Rolle.

## Entwicklung
Gegen Ende 1949, der Abspaltung der Unabhängigen Moslemliga folgend, verließ die Partei den Blocco Indipendenza (Unabhängigkeitsblock). Die Moslemliga der Westprovinz war damit die zweite von mehreren Faktionen, welche den Blocco Indipendenza verließen. Die Partei zielte darauf ab, die Italiener in Eritrea vom politischen Prozess im Land auszuschließen, was deutlich der Haltung der Moslemliga widersprach.
Bei den Wahlen von 1952 – die in einigen Städten durch direkte Wahl, in anderen Gebieten durch indirekte Stimmabgabe stattfanden – gewann die Partei 14 bis 15 von insgesamt 68 Sitzen in der Nationalversammlung von Eritrea.
Anfangs trat die Moslemliga der Westprovinz dafür ein, dass Eritrea für weitere zehn Jahre unter britischer Verwaltung bleiben sollte, anschließend sollte über die Zukunft der Westprovinz entschieden werden. Im Juni 1953, neun Monate nachdem die Föderation zwischen Äthiopien und der nun kaiserlich äthiopischen Provinz Eritrea in Kraft trat, begann die Partei sich für einen unabhängigen Staat für die Bedscha einzusetzen. Dieser sollte aus der Westprovinz Eritreas und der Provinz Kassala im Osten des Sudan gebildet werden. Als der Partei klar wurde, dass Großbritannien keine Gründung eines unabhängigen Staates aus der Westprovinz unterstützen würde, begann die Partei jedoch die Vereinigung mit Äthiopien zu unterstützen. Zu diesem Zeitpunkt bevorzugte die Partei die Eingliederung in Äthiopien gegenüber einer möglichen Eingliederung in den Sudan, da sie die Dominanz gegnerischer Clans im Sudan befürchtete.